# بری استل
بری استل (انگلیسی: Barry Stell؛ زادهٔ ۳ سپتامبر ۱۹۶۱) بازیکن فوتبال اهل بریتانیا است.
از باشگاه‌هایی که در آن بازی کرده‌است می‌توان به باشگاه فوتبال شفیلد ونزدی و باشگاه فوتبال دارلینگتون اشاره کرد.